# Behren-Lübchin

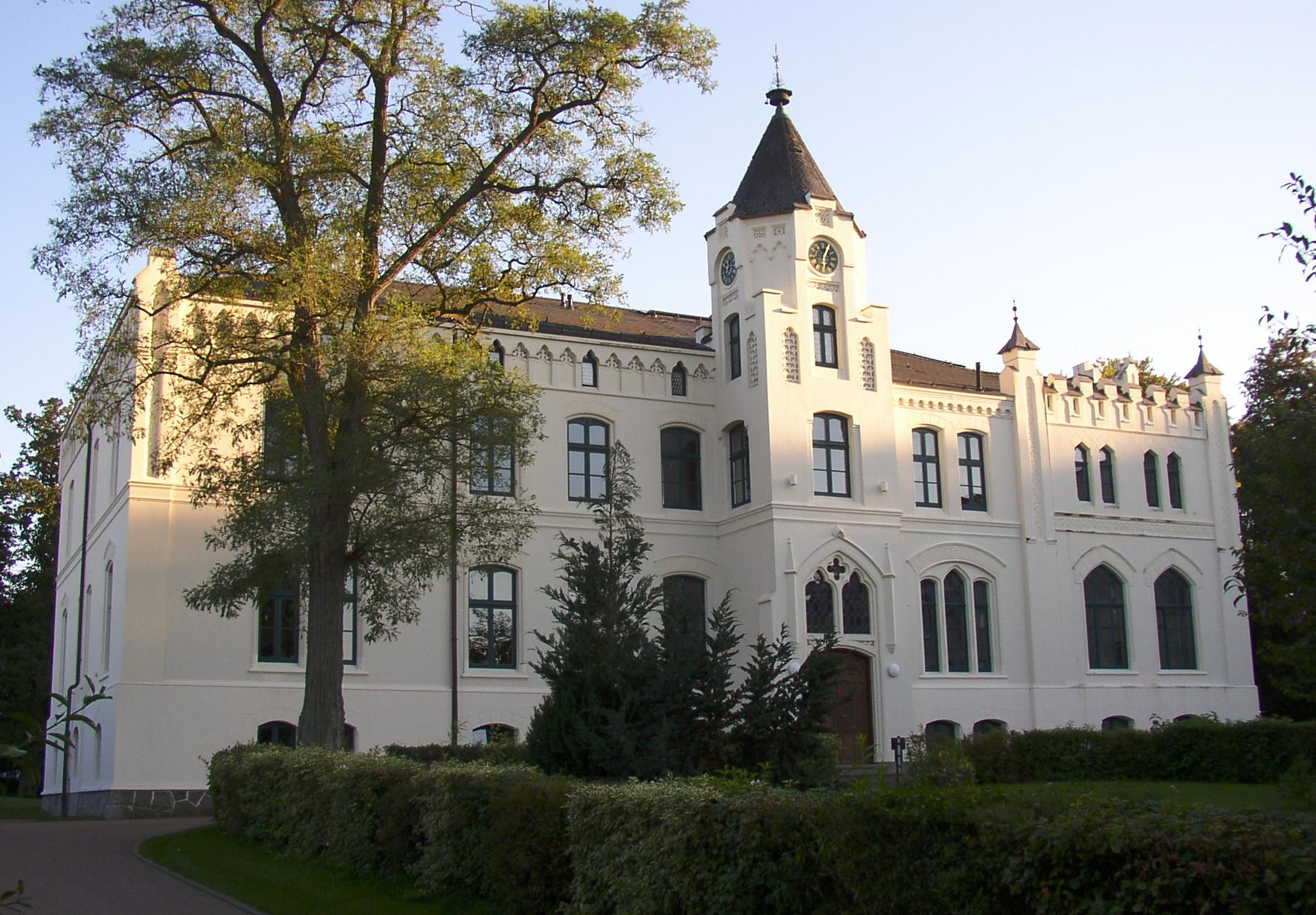
Dwór w Viecheln

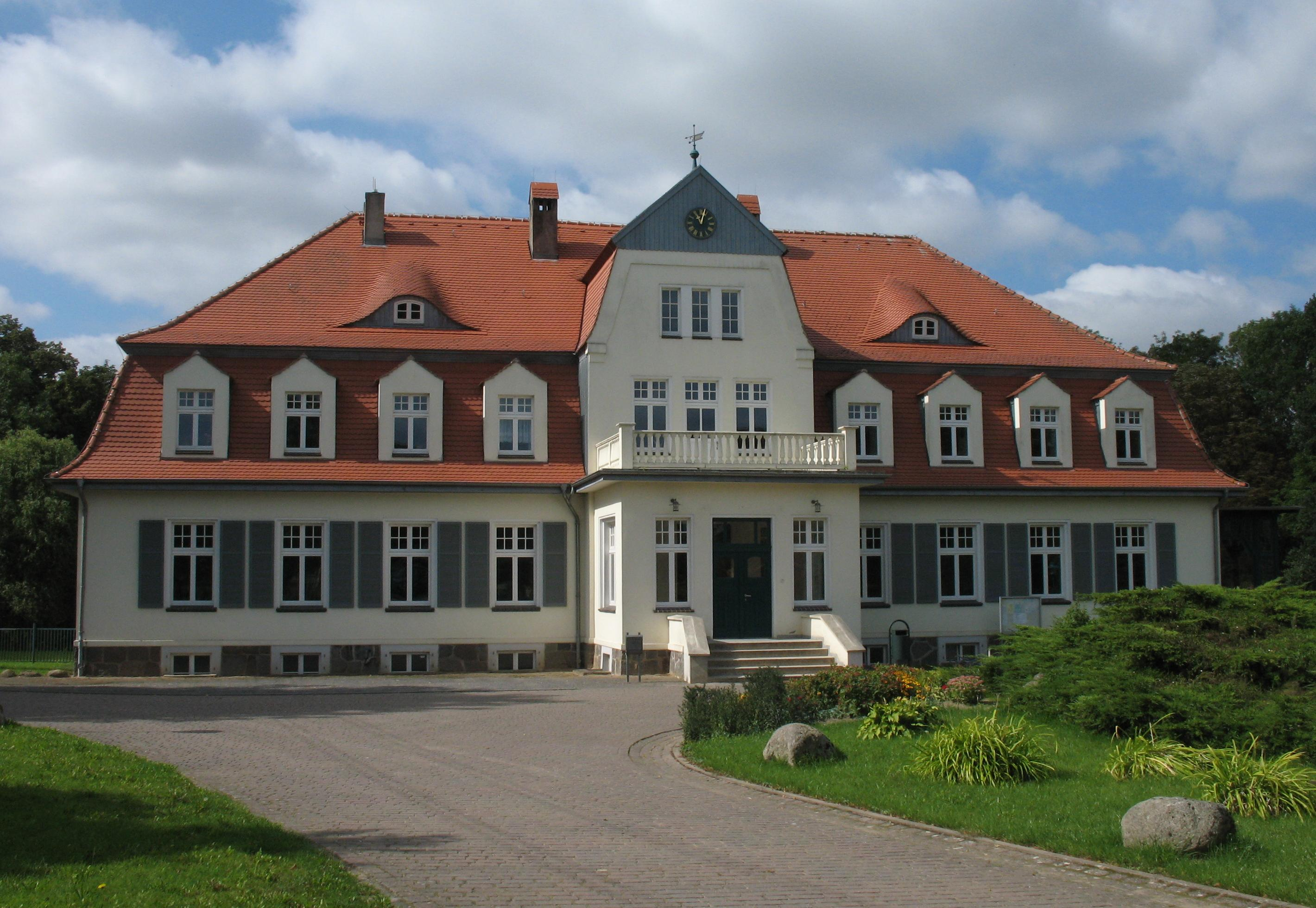
Dwór w Wasdow

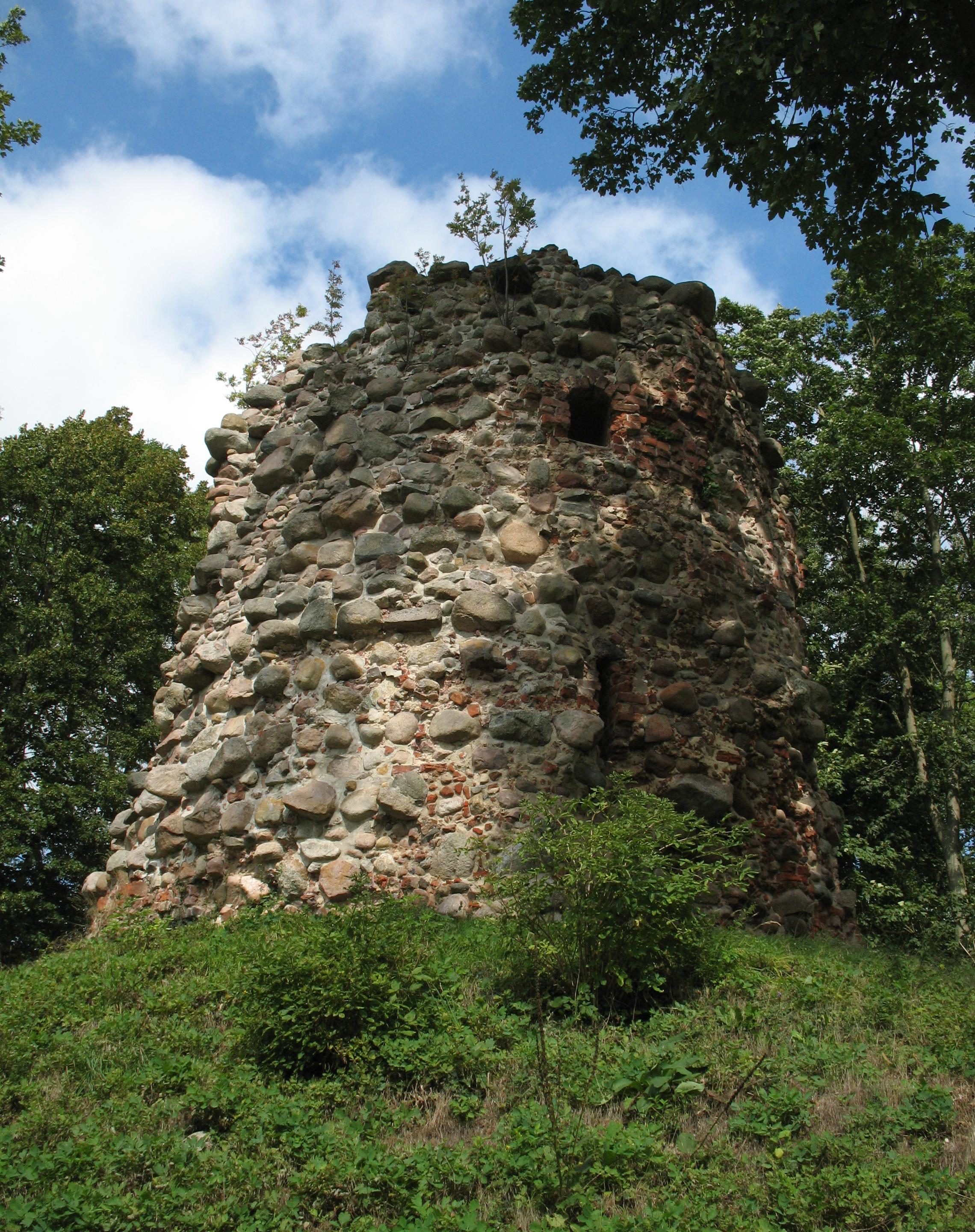
Strażnica w Wasdow

Behren-Lübchin (pol. Lubochnia) – gmina w Niemczech, w kraju związkowym Meklemburgia-Pomorze Przednie, w powiecie Rostock, wchodzi w skład Związku Gmin Gnoien.
5 września 2011 do gminy przyłączono gminę Wasdow, która stała się jej częścią (Ortsteil).